# جائزة إسبانيا الكبرى 1997
جائزة إسبانيا الكبرى 1997 هو سباق فورمولا 1 أقيم بتاريخ 25 مايو 1997 في حلبة دي كاتلونيا، برشلونة، إسبانيا. كان السادس من أصل 17 في بطولة العالم لسباقات الفورمولا واحد موسم 1997. حلّ الكندي جاك فيلنوف أولا بينما جاء الفرنسي أوليفييه بانيس في المركز الثاني وحصل على المركز الثالث الفرنسي جان إليزي.